# Cynefin-Framework

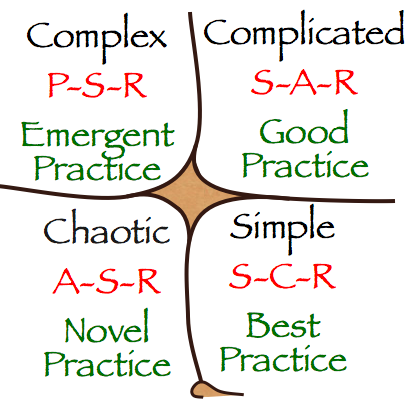

Das Cynefin-Framework [kə'nɛvɪn] ist ein Wissensmanagement-Modell mit der Aufgabe Probleme, Situationen und Systeme zu beschreiben. Das Modell liefert eine Typologie von Kontexten, die einen Anhaltspunkt bieten, welche Art von Erklärungen oder Lösungen zutreffen könnten.
Cynefin ist ein walisisches Wort, das üblicherweise im Deutschen mit 'Lebensraum' oder 'Platz' übersetzt wird, obwohl diese Übersetzung nicht seine volle Bedeutung vermitteln kann. Eine vollständige Übersetzung des Wortes würde aussagen, dass wir alle mehrere Vergangenheiten haben, derer wir nur teilweise bewusst sein können: kulturelle, religiöse, geographische, stammesgeschichtliche usw.
Der Begriff wurde von dem walisischen Gelehrten Dave Snowden gewählt, um die evolutionäre Natur komplexer Systeme zu veranschaulichen, einschließlich ihrer inhärenten Unsicherheit. Der Name ist eine Erinnerung daran, dass alle menschlichen Interaktionen stark von unseren Erfahrungen beeinflusst und häufig ganz davon bestimmt sind, sowohl durch den direkten Einfluss der persönlichen Erfahrung als auch durch kollektive Erfahrung wie Geschichten oder Musik.
Das Cynefin-Framework stützt sich auf Forschungen aus der Theorie komplexer adaptiver Systeme, Kognitionswissenschaft, Anthropologie und narrativer Muster sowie der evolutionären Psychologie. Es „untersucht die Beziehung zwischen Mensch, Erfahrung und Kontext“ und schlägt neue Wege vor für Kommunikation, Entscheidungsfindung, Richtlinienfindung und Wissensmanagement in einem komplexen sozialen Umfeld.

## Herkunft
Das Cynefin-Framework wurde im Jahr 1999 im Kontext von Wissensmanagement und Organisationsstrategie entwickelt von Mary E. Boone und Dave Snowden. Es war ursprünglich eine Modifikation von Max Boisots I-Space, kombiniert mit dem Studium der tatsächlichen (im Gegensatz zur verkündeten) Management-Praxis bei IBM. Bis 2002 hatte es sich so weit entwickelt, dass es die Theorie komplexer adaptiver Systeme beinhaltete, und hatte begonnen, ein allgemeines Strategie-Modell zu werden.

## Beschreibung
Das Cynefin-Framework hat fünf Domänen. Die ersten vier davon sind:
- Clear (bisher "Simple" bzw. "Obvious") in der die Beziehung zwischen Ursache und Wirkung für alle offensichtlich ist. Die Herangehensweise ist hier Sense - Categorise - Respond, und wir können bewährte Praktiken (best practice) anwenden.
- Complicated, in der die Beziehung zwischen Ursache und Wirkung eine Analyse, eine andere Form der Prüfung und/oder die Anwendung von Fachwissen erfordert. Hier geht man mittels Sense - Analyze - Respond heran, und man kann gute Praktiken (good practice) anwenden.
- Complex, in der die Beziehung zwischen Ursache und Wirkung nur im Nachhinein wahrgenommen werden kann, aber nicht im Voraus. Hier ist der Ansatz Probe - Sense - Respond, und wir können emergente Praktiken (emergent practice) feststellen.
- Chaotic, in der es keine Beziehung zwischen Ursache und Wirkung auf Systemebene gibt (wohl aber in der System-Umwelt, jedoch nicht erfahrbar). Hier ist der Ansatz Act - Sense - Respond, und wir können innovative Praktiken entdecken.

Die fünfte Domäne ist Disorder, der Zustand des Nicht-Wissens, welche Art von Kausalität besteht. In diesem Zustand gehen die Leute in ihre eigene Komfortzone zurück, wenn sie eine Entscheidung fällen. In vollem Umfang genutzt, hat Cynefin Sub-Domänen, und die Grenze zwischen „simple“ und „chaotic“ wird als katastrophale gesehen: Selbstzufriedenheit führt zum Scheitern.

## Anwendungen
Die Arbeit von Snowden und seinem Team begann zunächst in den Bereichen Wissensmanagement, kultureller Wandel und Gruppendynamik. Sie befassten sich später auch mit einigen kritischen Unternehmensprozessen, wie z. B. Produktentwicklung, Markterschließung und Branding. In jüngerer Zeit umfasste ihre Tätigkeit auch Fragen der Unternehmensstrategie und der nationalen Sicherheit.
Mit dem Cynefin-Framework wurden verschiedenste Themenbereiche analysiert, zum Beispiel der Einfluss der Religion auf die Entscheidungsprozesse innerhalb der George-W.-Bush-Regierung, die Art der Reaktion auf Bioterrorismus sowie Untersuchungen zur Komplexität der Pflege im britischen National Health Service. Das Framework wurde auch verwendet für die retrospektive Auswertung von Krisensituationen, das Management von Risiken der Nahrungskette, zum Studium der Interaktion zwischen Zivilisten und Militärs während des Katastrophenschutzes sowie zur Erkennung von Mustern in den Fragen von Bürgern an (soziale) Serviceorganisationen.

## Einfluss
Das Cynefin-Framework und verwandte Open-Source-Methoden werden durch eine große und wachsende Gruppe von Praktikern weltweit umfangreich genutzt: die BT Group, IBM, Oracle Corporation und Microsoft sind die bekanntesten Beispiele.
Sein Einsatz im Rahmen der Führung wurde das Titelthema in der Harvard Business Review im November 2007. Dieser Artikel wurde 2007 als das beste Praktiker-Papier im Bereich Organizational Behavior von der Organizational Behavior Division der Academy of Management bezeichnet, mit folgendem Zitat: „Das Papier führt eine wichtige neue Perspektive ein, die großen zukünftigen Wert hat, und tut dies in einem klaren Ansatz, der zeigt, dass sie genutzt werden kann. (Der Artikel) macht mehrere bedeutende Beiträge. Zuerst und vor allem führt er die Komplexitätswissenschaft als Anleitung zum Denken und Handeln für Manager ein. Zweitens wendet er diese Perspektive an, um eine Typologie von Kontexten voranzubringen, um Führungspersonen zu helfen, die Vielfalt der Situationen, in denen sie Entscheidungen fällen müssen, zu sortieren. Drittens berät er Führungskräfte darin, welche Aktionen sie als Antwort einleiten sollten.“